# Monteiro da Costa
António Henrique Monteiro da Costa, mais conhecido como Monteiro da Costa (Santa Maria da Feira, São Paio de Oleiros, 8 de agosto de 1928 - 2 de agosto de 1984), foi um futebolista português que atuava como médio.

## Carreira
É um dos três futebolistas do FC Porto que mais marcaram ao Benfica, com dez golos marcados, ao lado de Pinga e Fernando Gomes.

## Clubes
União Desportiva Oliveirense
Sporting Clube de Espinho
Futebol Clube do Porto

## Títulos
FC Porto
- Primeira Divisão: 1955–56, 1958–59
- Taça de Portugal: 1957–58